# Dude Descending a Staircase
Dude Descending a Staircase är ett dubbelmusikalbum från 2003 av den brittiska musikgruppen Apollo 440.

## Låtlista

### Disk 1
1. Dude Descending a Staircase
2. Hustler Groove
3. Disco Sucks
4. N’Existe Pas
5. Electronic Civil Disobedience
6. 1, 2, 3, 4
7. Escape to Beyond the Planet of the Super Ape
8. Time Is Running Out
9. Children of the Future

### Disk 2
1. Diamonds in the Sidewalk
2. Something’s Got to Give
3. Christiane
4. Existe
5. Bulletproof Blues
6. Suitcase ’88
7. Check Your Ego
8. Rope, Rapture & The Rising Sun
9. Bad Chemistry